# سولینا (لهستان)
سولینا (به لهستانی:  Solina) یک روستا در لهستان است که در گمینا سولینا واقع شده‌است. سولینا ۱۹۰ نفر جمعیت دارد و ۴۸۲ متر بالاتر از سطح دریا واقع شده‌است.